# Gofraid mac Sitriuc
No confundir con Godred Sigtryggsson, rey vikingo de Mann
Gofraid mac Sitriuc (m. 951) (nórdico antiguo: Guðrøðr Sigtryggsson; otras formas del nombre Gothfrith, Guthfrith, Godred y Godfrey). Fue un caudillo vikingo, monarca del reino de Dublín. Hijo del rey Sihtric ua Ímair y bisnieto de Ivar el Deshuesado, presunto fundador de la dinastía Uí Ímair que dominó el entorno hiberno-nórdico, así como partes de Escandinavia, Inglaterra, Irlanda y Escocia en el siglo X.
Gofraid se convirtió en rey de Dublín a la muerte de su primo Blácaire mac Gofrith en campo de batalla contra Congalach mac Máel Mithig, gran rey de Irlanda, en 948. Los vikingos de Dublín sufrieron muchísimas bajas en la batalla, alrededor de mil fueron apresados o muertos.
Otra sangrienta derrota tuvo lugar en 950 cuando Gofraid se unió a Congalach contra un aspirante al trono de Irlanda, Ruaidrí ua Canannáin. Gofraid atacó a Ruaidrí en un lugar aún no identificado y que los anales denominan Móin Brocaín, en algún lugar entre los ríos Boyne y Liffey, el 30 de noviembre de 950. Aunque Ruaidrí y uno de sus hijos murieron en combate, Gofraid fue severamente derrotado y escapó. Los Anales de Ulster citan que alrededor de dos mil vikingos de Dublín fueron masacrados, mientras que los anales irlandeses (menos fiable) citan seis mil hombres. Es posible que Congalach traicionase a Gofraid, ya que algunas fuentes le citan como el ganador de la contienda. Los Anales de los cuatro maestros añaden que el heredero de Dublín, llamado Ímar, también murió.
La suerte de Gofraid mejoró en 951. Incursiones desde Dublín devastaron la Abadía de Kells y otras iglesias irlandesas. Los Anales de Ulster mencionan que solo en Kells "tres mil hombres o más fueron hechos cautivos y se apropiaron de ganado, caballos, oro y plata". Los prisioneros se destinaron a la esclavitud o se solicitó rescate por algunos. El ganado sirvió para alimentar Dublín ya que dependía de importar ejemplares maduros, y el resto serviría para reforzar las defensas de la ciudad.
Sin embargo, ni soldados, ni fortuna fueron de ayuda cuando según los anales, la plaga apareció en Dublín a finales de 951. Se describe como lepra y disentería. Según Chronicon Scotorum Gofraid fue uno de los que sucumbió a la plaga, y se informa de su muerte como justa venganza por los saqueos a Kells.
El hermano de Gofraid, Amlaíb Cuarán, le sucedería en el trono en 952.